# Rubus gunnianus
Rubus gunnianus ist eine Art der Gattung Rubus, der einzige Vertreter der Untergattung Diemenicus.

## Beschreibung
Rubus gunnianus ist ein Strauch, der eine Höhe von bis zu 100 Zentimetern und einen Durchmesser von bis zu 50 Zentimetern erreicht. Die Art ist zwittrig, die Blütenblätter sind weiß, die kleinen Sammelsteinfrüchte rot.

## Verbreitung und Habitat
Die Art ist endemisch in Tasmanien in Gebirgen in Höhenlagen zwischen 900 und 1500 m. Sie stellt keine besonderen Ansprüche an die Böden, bedarf aber eines offenen, halb- bis vollsonnigen und frischen bis feuchten Standorts.

## Nachweise
- Christian Scheuer: Schlüssel für die Samenpflanzen-Gattungen Tasmaniens, Online
- Tony Bean: Queensland Raspberries, Online (nicht aufrufbar)